# Papuadytes parvulus
Papuadytes parvulus là một loài bọ cánh cứng trong họ Bọ nước. Loài này được Boisduval miêu tả khoa học năm 1835.